# Eat a Peach
| 전문가 평가                       | 전문가 평가 |
| 평가 점수                         | 평가 점수   |
| 출처                              | 점수        |
| --------------------------------- | ----------- |
| Allmusic                          | [ 1 ]       |
| Christgau's Record Guide          | B           |
| The Encyclopedia of Popular Music | [ 3 ]       |
| Rolling Stone Album Guide         | [ 4 ]       |

《Eat a Peach》는 미국의 서던 록 밴드 올맨 브라더스 밴드의 세 번째 스튜디오 음반이다. 톰 다우드가 프로듀싱한 이 음반은 1972년 2월 12일, 미국에서 카프리콘 레코드에 의해 발매되었다. 올맨 브라더스 밴드는 라이브 음반 《At Fillmore East》 (1971년)의 발표와 함께 예술적이고 상업적인 돌파구에 이어 세 번째 스튜디오 음반을 프로듀싱을 했다. 그러나 이 밴드의 많은 사람들은 헤로인 중독으로 고군분투하고 있었고 이러한 문제에 대처하기 위해 재활 시설에 들어갔다. 재활원을 떠난 직후, 그룹 리더이자 설립자인 듀안 올맨이 조지아주 메이컨의 자택에서 오토바이 사고로 죽음을 당했고, 그래서 기타리스트가 참여하는 마지막 음반이 되었다.
《Eat a Peach》는 듀안 올맨을 포함하거나 포함하지 않는 스튜디오 녹음과 1971년 필모어 이스트 공연의 녹음을 혼합한 것이었다. 이 음반에는 30분 길이의 〈Mountain Jam〉이 수록돼 있는데, 이 곡은 원래 더블 LP의 양면을 차지하기에 충분히 길었다. 또 다른 하이라이트는 보컬리스트 그렉 올맨이 그의 형이 가장 좋아하는 노래인 〈Melissa〉와 디키 베츠의 〈Blue Sky〉를 연주했는데, 이 곡은 클래식 록 라디오 방송이 되었다.
발매와 동시에 《Eat a Peach》는 즉각적인 상업적 성공을 거두었고 빌보드 200 차트에서 4위를 차지했다. 이 음반은 나중에 플래티넘 인증을 받았으며 밴드 음반 부문에서 여전히 베스트셀러로 남아 있다.

## 배경
올맨 브라더스 밴드는 투어 서킷에서 2년 반 동안 상업적 성공을 거두는 데 어려움을 겪었고, 첫 두 장의 스튜디오 음반인 《The Allman Brothers Band》 (1969년)와 《Idlewild South》 (1970년)는 소폭의 판매량으로만 데뷔했다. 그럼에도 불구하고 이들은 잼 세션을 연장한 라이브 공연으로 인해 상당한 호평을 받았다. 밴드의 세 번째 음반은 《At Fillmore East》라는 제목의 라이브 음반이었으며, 1971년 7월에 발매와 동시에 높은 판매량을 기록했고 몇 달 후 금빛으로 변했다. 약 "서너 주 동안" 밴드는 말 그대로 "쓰레기에서 부자로" 변했고, 매니저 필 월든과 음반사 카프리콘 레코드에 빚을 갚을 수 있었다.
갑작스러운 성공과 부를 얻었음에도 불구하고, 밴드와 그 수행원 다수는 약물 남용 문제에 시달리기 시작했으며, 여기에는 헤로인 중독 사례도 포함되었다. 밴드 리더 듀안 올맨, 베이시스트 베리 오클리, 매니저 로버트 페인과 조지프 L. 캠벨 등 네 명은 1971년 10월, 재활을 위해 린우드브라이언트 병원에 입원하였다. 이들의 중독은 공연에까지 영향을 미치기 시작했으며, 당시 관계자들의 증언에 따르면 상황은 점점 악화되고 있었다. 그러나 이 병원은 페인과 캠벨에 의해 "농담 같은 곳", "정신병동"이라 불리며, 실질적인 재활 시설은 몇 년 후에야 마련되었기에, 병원은 적절한 치료를 제공하지 못한 것으로 평가된다. 입원한 이들 (듀안 포함)은 이후에도 약물에서 벗어나기 위해 고군분투하였다. 그럼에도 듀안은 밴드가 회복하고 중독에서 벗어나야 한다는 열정을 불어넣는 존재였다. 린다 오클리는 "듀안은 정말 행복했고 긍정적인 에너지로 가득했어요. 약에 완전히 취했을 때를 제외하면 항상 그랬어요. 그는 리더였고, 위대한 영혼이었죠. '우리는 사명을 띠고 있어, 이걸 해내야 할 때야'라고 계속 말했어요.'라고 회고하였다. "그는 앞으로 나아가고 있었고, 그것이 모두에게 힘이 되었어요. 모두가 그의 기운을 나눠 가졌죠."
1971년 10월 29일, 24세의 듀안 올맨은 장시간 콘서트 공연을 마치고 조지아주 메이컨의 본거지로 돌아온 지 하루 만에 오토바이 사고로 사망했다. 올맨은 힐크레스트 애비뉴와 바틀렛 스트리트 교차로에서 평상형 목재 크레인이 다가오자 안전 속도를 초과하고 있었다. 평상형 트럭이 교차로에서 갑자기 멈췄고, 올맨은 충돌을 피하기 위해 할리데이비슨 스포스터 오토바이를 왼쪽으로 급회전시켰다. 그는 그 과정에서 트럭 뒷부분이나 목재 크레인의 공을 들이받았고 즉시 오토바이에서 튕겨져 나왔다. 오토바이는 공중으로 튕겨져 올먼에 착지한 후 그 아래에 고정된 채 27m를 더 미끄러져 여러 개의 내부 장기가 찌그러졌다. 병원에 도착했을 때 그는 살아 있었지만 즉각적인 응급 수술에도 불구하고 몇 시간 후 대규모 내상으로 사망했다. 이 손실로 인해 《At Fillmore East》가 전국 음반 차트 상위 15위 안에 들었던 그를 아는 모든 사람이 큰 충격을 받았다.

## 커버 아트
이 커버 아트는 원더 그래픽스에서 W. 데이비드 파웰에 의해 만들어졌다. 그는 조지아주 애선스의 한 약국에서 낡은 엽서를 본 적이 있었는데, 그 엽서는 트럭에 복숭아를 그리고 궤도차에 수박을 그렸다. 올맨 브라더스 밴드 음반에 안성맞춤이라고 믿은 그는 "핑크와 베이비 블루 크릴론 스프레이 페인트를 캔으로 사서 12x24 크기의 LP 커버에 카드를 만들 수 있는 매트 영역을 만들었다"고 말했다. 그는 이 음반이 "아침의 이른 하늘 느낌"을 갖는 것을 상상했다. 그는 약국에서 사진을 현상하면서 밴드 이름을 손으로 써서 작은 코닥 카메라로 사진을 찍었다. 그리고 나서 그는 그 편지들을 잘라 복숭아 밑에 있는 트럭 옆면에 붙여넣었다.
이 음반에는 파웰과 J. F. 홈즈가 그린 버섯 (환각약물을 참조)과 요정의 판타지 풍경이 돋보이는 정교한 게이트폴드 벽화가 담겨 있다. 전기작가 앨런 폴에 따르면, "이 영화는 두인의 죽음으로 인한 비극과 씨름하면서, 이 밴드가 판타지로 점점 멀어지고 있는 행복하고 신비로운 형제애에 대한 이야기를 들려주었다." 이 두 사람이 플로리다주 비로비치에 있을 때 만들어진 이 작품에는 거의 계획적인 것이 없었다. 한 사람이 그림을 그리거나 그림을 그릴 때, 다른 사람은 바다에서 수영을 할 것이다. 파웰은 "우리는 사실상 아무런 대화도 없이 유동적인 트레이드오프를 통해 이런 방식으로 교환했다"고 말했다. 파웰의 말에 따르면 이 작품은 대형 일러스트 보드에 "일대일 스케일로 실제 스프레드의 크기였다"고 한다. 홈즈의 작품은 크게 왼쪽, 파웰의 작품은 오른쪽이 특징이다. 둘 다 초기 네덜란드 화가인 히에로니무스 보스의 작품에서 "큰 영향을 받았다"고 했다.

## 곡 목록
| #  | 제목                           | 작사·작곡 | 재생 시간 |
| -- | ------------------------------ | --------- | --------- |
| 1. | 〈Ain't Wastin' Time No More〉 | 그렉 올맨 | 3:40      |
| 2. | 〈Les Brers in A Minor〉       | 디키 베츠 | 9:03      |
| 3. | 〈Melissa〉                    | G. 올맨   | 3:54      |

| #  | 제목                    | 작사·작곡                                                                           | 재생 시간 |
| -- | ----------------------- | ----------------------------------------------------------------------------------- | --------- |
| 1. | 〈Mountain Jam〉 (Live) | 도노반 리치, 듀안 올맨, G. 올맨, 베츠, 베리 오클리, 버치 트럭스, 자이 조하니 조한슨 | 19:37     |

| #  | 제목                       | 작사·작곡                                        | 재생 시간 |
| -- | -------------------------- | ------------------------------------------------ | --------- |
| 1. | 〈One Way Out〉 (Live)     | 엘모어 제임스, 마샬 스혼, 소니 보이 윌리엄스 2세 | 4:58      |
| 2. | 〈Trouble No More〉 (Live) | 머디 워터스                                      | 3:43      |
| 3. | 〈Stand Back〉             | G. 올맨, 오클리                                  | 3:24      |
| 4. | 〈Blue Sky〉               | 베츠                                             | 5:09      |
| 5. | 〈Little Martha〉          | D. 올맨                                          | 2:07      |

| #  | 제목                    | 작사·작곡                                            | 재생 시간 |
| -- | ----------------------- | ---------------------------------------------------- | --------- |
| 1. | 〈Mountain Jam〉 (Live) | 리치, D. 올맨, G. 올맨, 베츠, 오클리, 트럭스, 조한슨 | 15:06     |

- 이 음반의 모든 콤팩트 디스크 에디션에는 트랙 4로서 〈Mountain Jam〉(전체적으로 33:38로 실행됨)의 전체 버전이 포함되어 있다.

## 인증
| 국가                       | 인증     | 판매량/출하량 |
| -------------------------- | -------- | ------------- |
| 미국 (RIAA)                | 플래티넘 | 1,000,000^    |
| ^출하량을 기반으로 한 인증 |          |               |